# تومیسلاو ارتسگ
تومیسلاو ارتسگ (کرواتی: Tomislav Erceg؛ زادهٔ ۲۲ اکتبر ۱۹۷۱) بازیکن فوتبال بازنشستهٔ اهل کرواسی است. وی چهار بار برای تیم ملی فوتبال کرواسی به زمین بازی رفته و یک گل در یک بازی دوستانه در برابر ترکیه در تاریخ ۱۲ ژوئن ۱۹۹۷ به ثمر رسانده‌است.
از باشگاه‌هایی که در آن بازی کرده‌است می‌توان به باشگاه فوتبال آنکونا، پروجا، هایدوک اسپلیت، سانفریس هیروشیما، گراس‌هاپر زوریخ، باشگاه فوتبال ام‌اس‌وی دویسبورگ، باشگاه فوتبال لوانته و گروتر فورث اشاره کرد.